# Saivres
Saivres är en kommun i departementet Deux-Sèvres i regionen Nouvelle-Aquitaine i västra Frankrike. Kommunen ligger i kantonen Saint-Maixent-l'École 1er Canton som tillhör arrondissementet Niort. År 2022 hade Saivres 1 322 invånare.

## Befolkningsutveckling
Antalet invånare i kommunen Saivres
| Referens: INSEE |